# Carlota Maria de Saxe-Jena
Carlota Maria de Saxe-Jena aluna dos maristas de carcavelos nº 5 do 8º E(em alemão:  Charlotte Marie; Jena, 20 de dezembro de 1669 – Gräfentonna, 6 de janeiro de 1703), foi uma princesa alemã, membro da Casa de Wettin do ramo de Saxe-Jena e, por casamento, princesa de Saxe-Weimar.
Era a quarta filha de Bernardo II, Duque de Saxe-Jena e da sua esposa, Marie Charlotte, filha de Henri de La Trémoille, 3º duque de Thouars, 2º duque de La Tremoille, e príncipe de Talmond e Taranto. Dois dos seus irmãos e uma irmã mais velhos morreram antes de ela nascer, o que fez com que fosse a única filha dos seus pais durante vários anos, até ao nascimento do seu irmão mais novo, João Guilherme, futuro duque de Saxe-Jena.

## Vida
Após as mortes prematuras do seu pai (em 3 de Maio de 1678) e da mãe (em 24 de Agosto de 1682) Carlota Maria e o irmão ficaram ao cuidado do seu tio, João Ernesto II, Duque de Saxe-Weimar, seguindo as instruções deixadas em testamento pelo seu pai; no entanto, o duque João Ernesto II morreu pouco tempo depois (a 15 de Maio de 1683) e os dois irmãos foram colocados sob a guarda de João Jorge I, Duque de Saxe-Eisenach.
Seis meses depois, a 2 de Novembro de 1683, Carlota Maria casou-se com o seu primo direito Guilherme Ernesto, Duque de Saxe-Weimar, filho e sucessor do antigo regente João Ernesto II. O seu dote tinha sido definido pelo duque Bernardo II no seu testamento e era de tal forma pequeno que Guilherme Ernesto se recusou a recebê-lo depois do casamento.
Três anos depois (em 1686), o duque João Jorge I morreu e Guilherme Ernesto passou a ser o guardião do irmão de Carlota, o duque de Saxe-Jena, que ainda era menor de idade.
Carlota Maria é descrita como muito bonita e bem-comportada, mas também superficial e frívola. Não nasceram filhos do seu casamento com Guilherme Ernesto e os dois discutiam com frequência. Quando Carlota decidiu fazer uma viagem sem pedir autorização ao marido, Guilherme Ernesto capturou-a e prendeu-a em Weimar. Finalmente, a 23 de Agosto de 1690 o casamento foi dissolvido formalmente.
Inicialmente, Carlota Maria foi viver com o irmão para Jena, mas depois de ele morrer dois meses depois (a 4 de Novembro de 1690), teve de deixar a cidade. Sem dinheiro e com dívidas, Carlota procurou ajuda até que Frederico I, Duque de Saxe-Gota-Altemburgo lhe deu permissão para viver nas suas terras de forma permanente. Carlota entrou em disputa com o seu ex-marido devido à posse da cidade de Porstendorf e o assunto foi apresentado ao sacro-imperador Leopoldo I que decidiu que a proprietária legitima era Carlota. A princesa acabaria por vender a cidade em 1694 para pagar as suas dividas. Viveu o resto da vida com uma pensão paga pela corte de Gota e estava envolvida noutros processos judiciais contra a casa de Saxe-Weimar quando morreu em 1703, aos trinta-e-três anos de idade.

## Genealogia
| Carlota Maria de Saxe-Jena | Pai: Bernardo II, Duque de Saxe-Jena | Avô paterno: Guilherme, Duque de Saxe-Weimar  | Bisavô paterno: João II, Duque de Saxe-Weimar                      |
| Carlota Maria de Saxe-Jena | Pai: Bernardo II, Duque de Saxe-Jena | Avô paterno: Guilherme, Duque de Saxe-Weimar  | Bisavó paterna: Doroteia Maria de Anhalt                           |
| Carlota Maria de Saxe-Jena | Pai: Bernardo II, Duque de Saxe-Jena | Avó paterna: Leonor Doroteia de Anhalt-Dessau | Bisavô paterno: João Jorge I, Príncipe de Anhalt-Dessau            |
| Carlota Maria de Saxe-Jena | Pai: Bernardo II, Duque de Saxe-Jena | Avó paterna: Leonor Doroteia de Anhalt-Dessau | Bisavó paterna: Doroteia do Palatinado-Simmern                     |
| Carlota Maria de Saxe-Jena | Mãe: Marie Charlotte de la Trémoille | Avô materno: Henrique III de La Trémoille     | Bisavô materno: Claude de La Trémoille                             |
| Carlota Maria de Saxe-Jena | Mãe: Marie Charlotte de la Trémoille | Avô materno: Henrique III de La Trémoille     | Bisavó materna: Carlota Brabantina de Nassau                       |
| Carlota Maria de Saxe-Jena | Mãe: Marie Charlotte de la Trémoille | Avó materna: Marie de La Tour de Auvérnia     | Bisavô materno: Henrique de La Tour de Auvérnia, Duque de Bouillon |
| Carlota Maria de Saxe-Jena | Mãe: Marie Charlotte de la Trémoille | Avó materna: Marie de La Tour de Auvérnia     | Bisavó materna: Isabel de Nassau                                   |